# ستيفاني مورتون
ستيفاني مورتون (بالإنجليزية: Stephanie Morton) هي دراجة أسترالية، ولدت في 28 نوفمبر 1990 في أديلايد في أستراليا.

## وصلات خارجية
- ستيفاني مورتون على موقع الاتحاد الدولي للدراجات (الإنجليزية)
- ستيفاني مورتون على موقع أرشيف الدراجات (الإنجليزية)
- ستيفاني مورتون على موقع اللجنة الأولمبية الدولية (الإنجليزية)
- ستيفاني مورتون على موقع Paralympic.org (الإنجليزية)
- ستيفاني مورتون على موقع أوليمبيديا (الإنجليزية)
- ستيفاني مورتون على موقع اللجنة الأولمبية الأسترالية (الإنجليزية)
- ستيفاني مورتون على موقع اتحاد ألعاب الكومنولث (مؤرشف) (الإنجليزية)